# Francisco A. Cárdenas
Francisco Atenógenes Cárdenas Garza (Abasolo, Nuevo León; 16 de julio de 1879- San Antonio, Texas; 3 de julio de 1943) fue un ingeniero y político mexicano que fue gobernador de Nuevo León, pero renunció al cargo antes de finalizar su mandato, siendo cubierto por Pablo Quiroga Treviño.

## Biografía
Nació en Abasolo, Nuevo León, el 16 de julio de 1879, siendo hijo de José Dolores Cárdenas y de Virginia Garza. Realizó sus estudios profesionales en el antiguo Colegio Civil de Monterrey y los terminó en St. Mary's College de San Antonio, Texas, donde se graduó como ingeniero de minas. Al regresar a su estado natal, se dedicó durante mucho tiempo a la agricultura y la ganadería, actividades que suspendió al estallar el conflicto revolucionario de 1910.
Durante casi todo el tiempo que duró la gesta revolucionaria, el ingeniero Cárdenas estuvo viviendo en Laredo, Texas, para luego regresar a sus ocupaciones habituales en Nuevo León. Algunos años más tarde comenzó a manifestar interés por la política, lo que le llevó a convertirse en alcalde de su ciudad natal y después en diputado por la XLII Legislatura Local. Como tal, el 16 de septiembre de 1929 le correspondió contestar el segundo informe de gobierno del general Aarón Sáenz.
A mediados de 1931 se le designó candidato para ocupar la gubernatura de Nuevo León, por lo que renunció a la diputación. Resultó elegido para ejercer el cargo de gobernador del 4 de octubre de 1931 al 4 de octubre de 1935; sin embargo, no llegó a completar este periodo pues renunció el 27 de diciembre de 1933.
Al gobernador Cárdenas tocó sortear los efectos posteriores a la recesión mundial de 1929. Entre otros aspectos, los ingresos del Estado descendieron y ello obligó al mandatario a ordenar que los sueldos de los servidores públicos se redujeran. Amén de lo anterior, se hicieron reformas y adiciones a la Ley de Hacienda: se aumentó el impuesto al predio en las ciudades de todo el Estado y también se creó un gravamen en los sueldos. Pese a las enormes dificultades económicas, el ramo industrial no mermó su crecimiento; de hecho, se crearon nuevas industrias.
Sensible al aumento de la demanda educativa a nivel profesional, el gobernador organizó y presidió un comité general para la fundación de la universidad estatal. Los trabajos se iniciaron en febrero de 1933 y, para el 31 de mayo, se había promulgado ya la Ley Orgánica de la Universidad de Nuevo León, cuyo primer rector sería el literato Héctor González.
Otra de las obras relevantes de la administración de Francisco A. Cárdenas fue la construcción del nuevo Hospital Civil, cuyos trabajos dieron inicio el 3 de mayo de 1933 en una superficie de cerca de treinta hectáreas. También destacan: la instalación de la Junta Central de Conciliación y Arbitraje (1931); la fundación de la Casa del Campesino (1932); la construcción de la primera carretera de Nuevo Laredo a Monterrey, y la promulgación de una nueva Ley General de Instrucción Pública. 
Francisco A. Cárdenas renunció a su cargo el 27 de diciembre de 1933, retirándose a la vida privada. Murió en San Antonio, Texas, el 3 de julio de 1943. Sus restos se encuentran en el Panteón del Carmen, en Monterrey.